# Crêts-en-Belledonne
Crêts-en-Belledonne è un comune francese del dipartimento dell'Isère della regione dell'Alvernia-Rodano-Alpi.
È stato creato il 1º gennaio 2016 dalla fusione dei preesistenti comuni di Saint-Pierre-d'Allevard e Morêtel-de-Mailles.
Il capoluogo è la località di Saint-Pierre-d'Allevard.